# 5 000 meter för herrar i friidrott vid olympiska sommarspelen 2020
Herrarnas 5 000 meter vid olympiska sommarspelen 2020 avgjordes mellan den 3 och 6 augusti 2021 på Tokyos Olympiastadion i Japan. 38 deltagare från 23 nationer deltog i tävlingen. Det var 25:e gången grenen fanns med i ett OS och den har funnits med i varje OS sedan 1912.
Joshua Cheptegei från Uganda tog guld efter ett lopp på tiden 12.58,15. Silvermedaljen togs av kanadensiska Mohammed Ahmed på tiden 12.58,61 och bronsmedaljen gick till Paul Chelimo från USA som sprang i mål på säsongsbästat 12.59,05.

## Rekord
Innan tävlingens start fanns följande rekord:
| Världsrekord     | Joshua Cheptegei (UGA) | 12.35,36 | Fontvieille, Monaco | 14 augusti 2020 |
| Olympiskt rekord | Kenenisa Bekele (ETH)  | 12.57,82 | Peking, Kina        | 23 augusti 2008 |

| Område                                   | Tid           | Idrottare           | Nation     |
| ---------------------------------------- | ------------- | ------------------- | ---------- |
| Afrika                                   | 12.35,36 0VR0 | Joshua Cheptegei    | Uganda     |
| Asien                                    | 12.51,96      | Albert Rop          | Bahrain    |
| Europa                                   | 12.48,45      | Jakob Ingebrigtsen  | Norge      |
| Nordamerika, Centralamerika och Karibien | 12.47,20      | Mohammed Ahmed      | Kanada     |
| Oceanien                                 | 12.55,76      | Craig Mottram       | Australien |
| Sydamerika                               | 13.19,43      | Marilson dos Santos | Brasilien  |

Följande nationsrekord slogs under tävlingen:
| Land      | Idrottare     | Omgång | Tid      | Noteringar |
| --------- | ------------- | ------ | -------- | ---------- |
| Guatemala | Luis Grijalva | Final  | 13.10,09 |            |

## Schema
Alla tider är UTC+9.
| Datum                 | Tid   | Omgång      |
| --------------------- | ----- | ----------- |
| Tisdag 3 augusti 2021 | 19:00 | Försöksheat |
| Fredag 6 augusti 2021 | 19:50 | Final       |

## Resultat

### Försöksheat
Kvalificeringsregler: De fem första i varje heat 0Q0 samt de fem snabbaste tiderna 0q0 gick vidare till finalen.

#### Heat 1
| Placering | Idrottare             | Nation         | Tid      | Noteringar |
| --------- | --------------------- | -------------- | -------- | ---------- |
| 1         | Nicholas Kimeli       | Kenya          | 13.38,87 | 0Q0        |
| 2         | Mohammed Ahmed        | Kanada         | 13.38,96 | 0Q0        |
| 3         | Woody Kincaid         | USA            | 13.39,04 | 0Q0        |
| 4         | Oscar Chelimo         | Uganda         | 13.39,07 | 0Q0        |
| 5         | Birhanu Balew         | Bahrain        | 13.39,42 | 0Q0        |
| 6         | Marc Scott            | Storbritannien | 13.39,61 |            |
| 7         | Hugo Hay              | Frankrike      | 13.39,95 |            |
| 8         | David McNeill         | Australien     | 13.39,97 |            |
| 9         | Getnet Wale           | Etiopien       | 13.41,13 |            |
| 10        | Daniel Ebenyo         | Kenya          | 13.41,64 |            |
| 11        | Jonas Raess           | Schweiz        | 13.43,52 |            |
| 12        | Soufiyan Bouqantar    | Marocko        | 13.43,97 |            |
| 13        | Lucas Bruchet         | Kanada         | 13.44,08 |            |
| 14        | Nibret Melak          | Etiopien       | 13.45,81 |            |
| 15        | Yemaneberhan Crippa   | Italien        | 13.47,12 |            |
| 16        | Robin Hendrix         | Belgien        | 13.58,37 |            |
| 17        | Yuta Bando            | Japan          | 14.05,80 |            |
| 18        | Nursultan Keneshbekov | Kirgizistan    | 14.07,79 |            |
| 19        | Abidine Abidine       | Mauretanien    | 14.54,80 | 0PB0       |
|           | Mike Foppen           | Nederländerna  | 0DNF0    |            |

#### Heat 2
| Placering | Idrottare                     | Nation            | Tid      | Noteringar |
| --------- | ----------------------------- | ----------------- | -------- | ---------- |
| 1         | Mohamed Katir                 | Spanien           | 13.30,10 | 0Q0        |
| 2         | Paul Chelimo                  | USA               | 13.30,15 | 0Q0        |
| 3         | Justyn Knight                 | Kanada            | 13.30,22 | 0Q0        |
| 4         | Jacob Kiplimo                 | Uganda            | 13.30,40 | 0Q0        |
| 5         | Joshua Cheptegei              | Uganda            | 13.30,61 | 0Q0        |
| 6         | Milkesa Mengesha              | Etiopien          | 13.31,13 | 0q0        |
| 7         | Andrew Butchart               | Storbritannien    | 13.31,23 | 0q0        |
| 8         | Grant Fisher                  | USA               | 13.31,80 | 0q0        |
| 9         | Jimmy Gressier                | Frankrike         | 13.33,47 | 0q0        |
| 10        | Luis Grijalva                 | Guatemala         | 13.34,11 | 0q0        |
| 11        | Morgan McDonald               | Australien        | 13.37,36 |            |
| 12        | Narve Gilje Nordås            | Norge             | 13.41,82 |            |
| 13        | Jamal Abdelmaji Eisa Mohammed | Flyktingidrottare | 13.42,98 | 0PB0       |
| 14        | Dawit Fikadu                  | Bahrain           | 13.44,03 | 0SB0, qR   |
| 15        | Lesiba Precious Mashele       | Sydafrika         | 13.48,25 |            |
| 16        | Mohamed Mohumed               | Tyskland          | 13.50,46 |            |
| 17        | Isaac Kimeli                  | Belgien           | 13.57,36 |            |
| 18        | Hiroki Matsueda               | Japan             | 14.15,54 |            |
|           | Samwel Masai                  | Kenya             |          | 0DNS0      |
|           | Patrick Tiernan               | Australien        |          | 0DNS0      |

### Final
| Placering | Idrottare        | Nation         | Tid      | Noteringar |
| --------- | ---------------- | -------------- | -------- | ---------- |
| 1         | Joshua Cheptegei | Uganda         | 12.58,15 |            |
| 2         | Mohammed Ahmed   | Kanada         | 12.58,61 |            |
| 3         | Paul Chelimo     | USA            | 12.59,05 | 0SB0       |
| 4         | Nicholas Kimeli  | Kenya          | 12.59,17 | 0SB0       |
| 5         | Jacob Kiplimo    | Uganda         | 13.02,40 |            |
| 6         | Birhanu Balew    | Bahrain        | 13.03,20 |            |
| 7         | Justyn Knight    | Kanada         | 13.04,38 |            |
| 8         | Mohamed Katir    | Spanien        | 13.06,60 |            |
| 9         | Grant Fisher     | USA            | 13.08,40 |            |
| 10        | Milkesa Mengesha | Etiopien       | 13.08,50 |            |
| 11        | Andrew Butchart  | Storbritannien | 13.09,97 | 0SB0       |
| 12        | Luis Grijalva    | Guatemala      | 13.10,09 | 0NR0       |
| 13        | Jimmy Gressier   | Frankrike      | 13.11,33 |            |
| 14        | Woody Kincaid    | USA            | 13.17,20 | 0SB0       |
| 15        | Dawit Fikadu     | Bahrain        | 13.20,24 | 0SB0       |
| 16        | Oscar Chelimo    | Uganda         | 13.44,45 |            |